# Кук (деревня)
Кук — деревня в Солецком районе Новгородской области.

## География
Находится в западной части Новгородской области на расстоянии приблизительно 9 км на юго-восток по прямой от районного центра города Сольцы на левом берегу речки Колошка.

## История
На карте 1840 года уже была обозначена. На карте 1847 года была обозначена как сельцо. В 1909 году здесь (Старорусский уезд Новгородской губернии) было учтено 2 двора. До 2020 года входила в состав Выбитского сельского поселения.

## Население
Численность населения: 18 человек (1909 год), 1 (русские 100 %) в 2002 году, 5 в 2010.